# Namasigüe
Namasigüe est une municipalité du département de Choluteca, au Honduras.